# Agelaioides fringillarius
Agelaioides fringillarius (лат.) — вид птиц рода Agelaioides семейства трупиаловых. Обитает на северо-востоке Бразилии. Подвидов не выделяют.

## Классификация
Этот вид был впервые описан в 1824 году немецким врачом, зоологом и исследователем Иоганном Баптистом фон Спиксом под латинский названием Icterus fringillarius с использованием образцов, собранных в бразильском штате Минас-Жерайс. Более века считался полноценным видом. Его сначала «перевели» в род Molothrus, а затем в род Agelaioides.
В 1937 году австрийский натуралист и орнитолог Карл Эдуар Хелльмайр посчитал это вид подвидом Agelaioides badius. Он оставался в таком положении в течение нескольких десятилетий.